# Монетите на Пауталия
„Монетите на Пауталия“ е научен труд на известния виенски учен и нумизмат Леон Ружичка.
Съчинението представя монетите, сечени в Пауталия през римската епоха. Състои се от исторически очерк, подробен каталог и 10 таблици с известните типове монети.
Книгата е сред основните помагала за изучаването на историята на Пауталия.